# Classic Production Osnabrück
Classic Production Osnabrück, zwykle sygnowane jako cpo – niemieckie wydawnictwo płytowe należące do internetowego sklepu multimedialnego jpc, utworzone w 1986 r. przez Gerharda Georga Ortmanna. Specjalizuje się w muzyce klasycznej, zwłaszcza okresu romantyzmu, szkół narodowych i muzyki XX wieku.